# Tabù (film 1931)
Tabù (Tabu: A Story of the South Seas) è un film muto del 1931 scritto e diretto da Friedrich Wilhelm Murnau.
Il film fu censurato negli Stati Uniti per la presenza di donne polinesiane a seno nudo. Quando venne proiettata la prima del film, Murnau era già morto, in un incidente stradale.
Il film, da tutti i critici del mondo, viene considerato un capolavoro assoluto.
Alla realizzazione del film ha dato un forte contributo anche Robert J. Flaherty, considerato uno dei padri del genere documentario.

## Trama
Reri, la più bella ragazza di Bora Bora, viene consacrata alla divinità locale e quindi deve restare vergine. Il suo innamorato Matahi, piuttosto contrariato per questa decisione, si ribella e la rapisce. Fuggono su un'altra isola però il sacerdote invita la ragazza, convincendola, a ritornare sui suoi passi. Il fidanzato la insegue disperatamente ma inutilmente.

## Location
Le location del film sono state Bora Bora, Tahiti e a Takapoto in Polinesia francese.

## Riconoscimenti
Nel 1931 è stato indicato tra i migliori dieci film dell'anno dal National Board of Review of Motion Pictures.
Nel 1994 è stato scelto per la conservazione nel National Film Registry della Biblioteca del Congresso degli Stati Uniti.
- 1931 - Premio Oscar
  - Miglior fotografia